# Mick Abrahams
Michael Timothy „Mick“ Abrahams (* 7. April 1943 in Luton, Bedfordshire, England) ist ein britischer Bluesrock-Gitarrist und Bandleader.

## Biografie
Michael „Mick“ Abrahams begann seine musikalische Karriere 1964, nach einigen kleineren Bands, bei Neil Christian’s Crusaders, wo er Jimmy Page ersetzte. Er war ein Bewunderer der Musik von Alexis Korner, einem der Väter des britischen Blues. 1965 spielte er bei den Toggery Five, wo Clive Bunker am Schlagzeug saß. 1967 lernte er Ian Anderson und Glenn Cornick kennen. Damit war der Grundstein für Jethro Tull gelegt.
Auf deren Debütalbum This Was, veröffentlicht 1968, spielte Abrahams die Gitarre. Wegen Unstimmigkeiten mit Anderson über die musikalische Ausrichtung der Band verließ Abrahams nach den Aufnahmen Jethro Tull, wo er zunächst für einige Wochen durch Tony Iommi, danach auf Dauer durch Martin Barre ersetzt wurde.
Abrahams gründete daraufhin die Band Blodwyn Pig, die zwei Alben veröffentlichte, Ahead Rings Out (1969) und Getting to This (1970) – beide in den britischen Top Ten –, und beim Isle of Wight Festival 1969 auftrat. 1970 löste sich die Gruppe auf.
Seine nächste Band war Wommett, die aber nur kurz bestand, danach kam die Mick Abrahams Band, die zwei Alben einspielte. Abrahams veröffentlichte ab 1975 etliche Soloalben und ab 1993 auch wieder eine Reihe von Alben mit einer Neuauflage von Blodwyn Pig. Zeitweise arbeitete er als Fahrer, Strandwächter oder Finanzberater.
Ende der 1990er Jahre führte er mit den Gründungsmitgliedern von Jethro Tull – außer Anderson – unter dem Namen „Time Was“ die frühen Songs von Jethro Tull auf, wobei auch ein Livealbum entstand. Abrahams spielte auch auf Alben von Anderson und bei sonstigen Jethro Tull Reunions.
2009 erlitt Abrahams einen Herzinfarkt und erkrankte an Morbus Menière. 2015 brachte er wieder ein Album heraus, bei dem verschiedene Gastmusiker mitspielten, darunter Martin Barre.

## Diskografie

### Jethro Tull
- 1968: This Was

### Blodwyn Pig
- 1969: Ahead Rings Out
- 1970: Getting to This
- 1997: Live at Lafayette (Bootleg)
- 1999: Live at the Fillmore West: 3 August 1970 (Bootleg)
- 1999: On Air: Rare Singles & Radio Sessions 1969–1989 (Bootleg)
- 2000: The Basement Tapes
- 2002: Live at the Marquee Club London 1974 (Official Bootleg)
- 2003: Rough Gems (Official Bootleg No.2)
- 2012: Radio Sessions ’69  to ’71

### Mick Abrahams Band
- 1971: A Musical Evening with Mick Abrahams
- 1972: At Last
- 1997: Live in Madrid
- 2008: Amongst Vikings

### Solo
- 1975: Have Fun Learning The Guitar with Mick Abrahams
- 1991: All Said And Done
- 1996: Mick’s Back
- 1996: One
- 2000: Novox (Instrumental)
- 2000: The Very Best of ABY (Kompilation)
- 2001: Music to the Play ‚A Midsummer Night’s Dream‘
- 2001: This Was the First Album of Jethro Tull
- 2002: The Best of ABY Vol.2
- 2002: How Many Times (With Sharon Watson)
- 2003: Can’t Stop Now
- 2005: Back with the Blues Again
- 2005: Leaving Home Blues
- 2008: 65... The Music
- 2013: Hoochie Coochie Man – Lost studio album – Secret Records
- 2015: Revived!

### Reformed Blodwyn Pigs
- 1993: Lies
- 1995: All Tore Down – Live
- 1996: Pig in the Middle
- 2000: See My Way
- 2004: All Said and Done
- 2005: Pigthology
- 2011: Times Have Changed (Neuauflage von Lies)
- 2013: Cat Squirrel Blues

### This Was Band
- 2001: This Is (Live)

### Kollaborationen
- 1971: El Pea – Verschiedene Musiker, Mick spielt beim letzten Stück auf dem Album Greyhound Bus.
- 2007: Beggar’s Farm – Itullians, italienische Jethro Tull Tribute Band. Mit Bernardo Lanzetti (ex-PFM und ex-Aqua Fragile) sowie den ex-Jethro Tull Musikern Jonathan Noyce (Bass) und Clive Bunker (Schlagzeug).